# Miguel Arregui y Trecet
Miguel Arregui y Trecet (Sestao (Biscaia), l'any 1894. Va morir a Bilbao, el 1944), fou un organista i compositor basc.
Va estudiar amb Aureliano Valle i Jesús Guridi. Va obtenir primers premis de piano i orgue. El 1920 va ser nomenat professor del Conservatori de Música bilbaí. Va prémer l'òrgan de la residència del PP. Agustins i va dirigir algun temps la Massa Coral. És autor de música religiosa i profana, del sainet líric Sorginetxe, donat a conèixer a Bilbao i a Madrid, i de Llegenda d'un rei, melodrama en quatre jornades, que va compondre en col·laboració amb Víctor de Zubizarreta.